# Dual Analog Controller
Dual Analog Controller (Japan: SCPH-1150, USA: SCPH-1180, Europa SCPH-1180) är en spelkontroll tillverkad av det japanska företaget Sony. Denna kontroll är en utvecklad version av den ursprungliga handkontrollen Playstation Control Pad som följde med den första versionen av Playstation. Denna versionen har två analoga styrspakar placerade snett nedåt och innanför den ursprungliga knappsatsen och styrkorset på den första versionen av handkontroll. Efter bara några månader på marknaden ersattes Dual Analog Controller med uppföljaren DualShock. Dual Analog förväxlas ofta med PlayStation Analog Joystick vilket är en annan typ av produkt som skiljer sig åt utseendemässigt.